# Zagorica (gmina Mirna)
Zagorica – wieś w Słowenii, w gminie Mirna. W 2018 roku liczyła 59 mieszkańców.